# Crossandra obanensis
Crossandra obanensis är en akantusväxtart som beskrevs av Hermann Heino Heine. Crossandra obanensis ingår i släktet Crossandra och familjen akantusväxter. Inga underarter finns listade i Catalogue of Life.